# Carlos Lehder
Artikeln följer den spanska namnseden; faderns efternamn är Lehder och moderns efternamn Rivas.

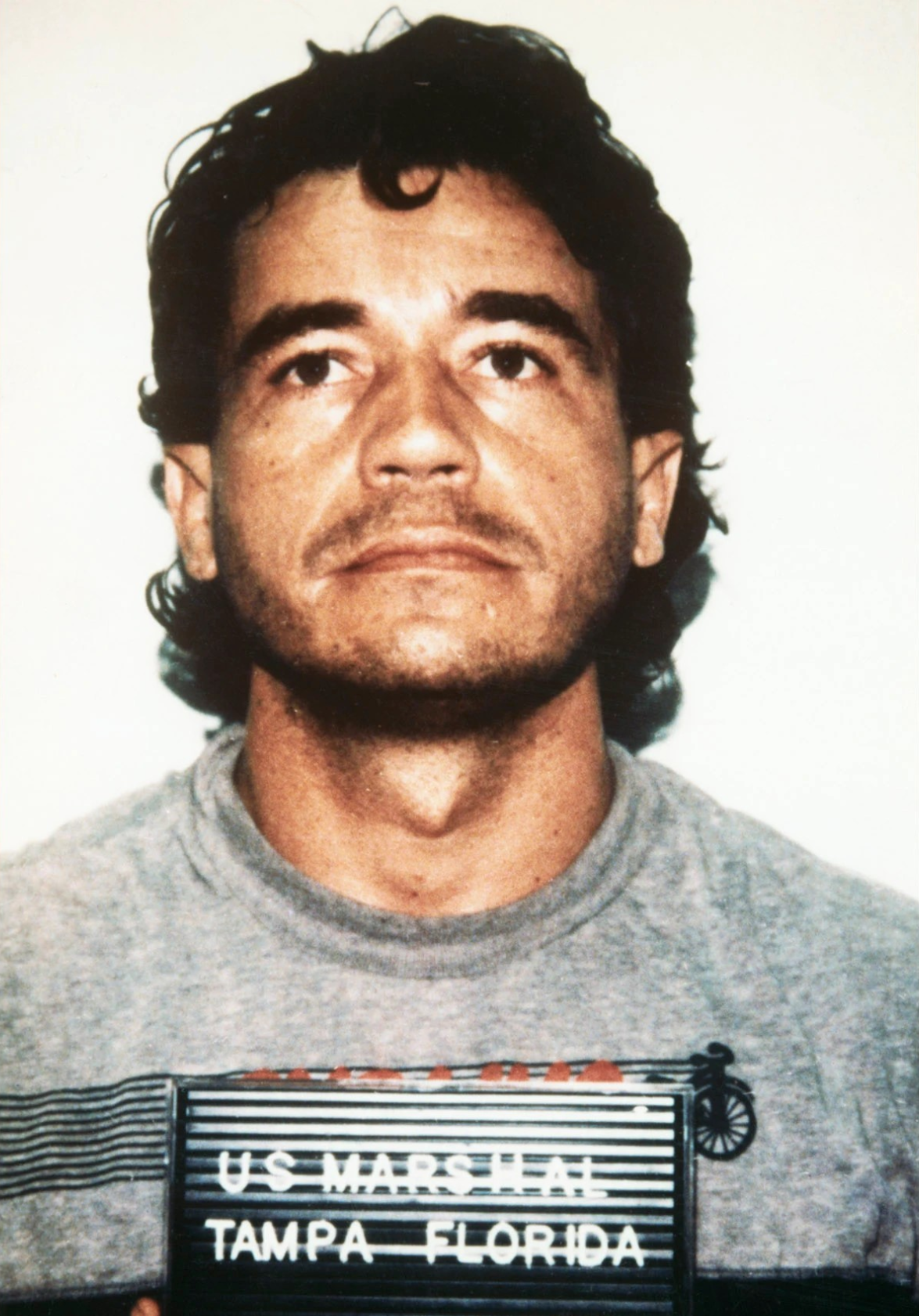
Carlos Lehder, 1987.

Carlos Enrique Lehder Rivas, född 7 september 1949 i Armenia, är en colombiansk-tysk före detta knarkkung som var verksam på 1970- och 1980-talen.
Han är son till en tysk far och en colombiansk mor. När Lehder var 15 år gammal skildes föräldrarna och Lehder och modern flyttade till New York, New York i USA. Väl i USA höll han mest på med kriminalitet som att sälja marijuana och stjäla bilar. Han blev gripen och dömdes för bilstöld och blev placerad på Federal Correctional Institution, Danbury i Danbury i Connecticut, där kom han i kontakt med narkotikasmugglaren George Jung.

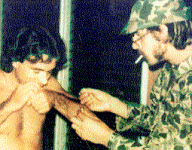
Carlos Lehder (vänster) tar kokain tillsammans med bundsförvanten Steven Yakovac på Norman's Cay, 1970-talet.

När både Lehder och Jung släpptes började de smuggla kokain med hjälp av kvinnliga kurirer, som transporterade kokainet i resväskor från Antigua till USA. Detta blev en grundplåt till att expandera till större volymer och använda mindre flygplan som transportmedel. De insåg att Bahamas var en bra mellanlandning för smugglingen mellan Colombia och USA. De började muta bland annat politiker och statstjänstemän i öriket. Kokainsmugglingen blev framgångsrik och världens största kokainkartell, Medellínkartellen, fick upp ögonen för de två och kontakt upprättades. I slutet av 1970-talet började dock samarbetet vackla mellan Jung och Lehder, mycket eftersom Lehder blev mer och mer oberäknelig och att han ville ha ön Norman's Cay Island i Bahamas för att upprätta en bas för kokainsmugglingen. Han tog över ön allt mer och informerade husägarna på ön att de skulle acceptera hans erbjudande och lämna ön omedelbart, de som inte var snabba nog att acceptera blev trakasserade tills de gav med sig. Lehders samarbete med Jung upphörde, ett nytt samarbete upprättades med den amerikanska affärsmannen Robert Vesco, som var efterlyst efter att ha förskingrat hundratals miljoner amerikanska dollar och gett otillåtna partibidrag till Richard Nixon. Kokainet flögs från Colombia till Norman's Cay, för att lastas om i små flygplan och flygas vidare till de amerikanska delstaterna Florida, Georgia samt North- och South Carolina. Det kunde röra sig om upp till 300 kilogram per timme som togs in i USA via Lehder. Kontakten med Medellínkartellen och dess ledare Pablo Escobar fördjupades. Hans rikedom blev allt större och uppskattades till att vara minst 2,7 miljarder amerikanska dollar (2020 års dollarvärde: cirka 8,5 miljarder) på sin höjd. 1981 grundade han det nynazistiska partiet Movimiento Latino Nacional och delgrundade paramilitärorganisationen Muerte a Secuestradores, tillsammans med bland andra Escobar. Escobar blev 1982 invald som reserv till landets representanthus medan Lehders parti blev invald i lokala instanser, partiet var som ett enfrågeparti och förordade utlämning av medborgare till främmande stater.

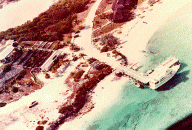
En motorbåt liggande vid en brygga på Norman's Cay, 1981.

Den 5 september 1983 sände det amerikanska TV-bolaget NBC ett reportage, gjort av journalisten Brian Ross, om hur korruptionen på Bahamas var så djup bland de styrande. Den bahamanska regeringen var tvungen att agera och fryste alla tillgångar tillhörande Lehder. Det resulterade att han gick under jorden men råkade bli svårt sjuk. Lehder var tvungen att kontakta Escobar och be om läkarvård. Escobar skickade en helikopter som flög honom till Colombia. När Lehder tillfrisknade, blev han utnämnd som livvakt till Escobar. Den 30 april 1984 blev Colombias justitieminister Rodrigo Lara Bonilla lönnmördad på order av Escobar och den colombianska staten valde byta sida från att stödja drogkartellerna till att se dem som fiender och öppnade upp för att låta medlemmar ur drogkartellerna bli utlämnade till främmande makter. Vid den tidpunkten började Medellínkartellen smuggla kokain via Panama och många av kartellmedlemmarna flydde dit på grund av att de fick politiskt beskydd där. 1985 erbjöd bland andra Escobar och Lehder Colombia att betala av landets utlandsskuld, som låg då på 13 miljarder dollar, mot att få livslånga garantier att inte bli utlämnade till USA. Det var ett försök till att försonas med den colombianska staten. Flera möten med colombianska toppolitiker ägde rum, bland andra Colombias före detta president Alfonso López Michelsen närvarade. Mötena resulterade i att kartellmedlemmarna var tillbaka i Colombia rätt så snabbt men landets utlandsskuld betalades dock inte av. I mitten av 1980-talet ville Lehder återuppbygga sitt kokainimperium och tog över en egendom i Colombia men nästan direkt blev han arresterad av den colombianska militären vid en räd mot egendomen. Jhon Jairo Velásquez, som var Escobars främsta torped, hävdade att medlemmarna i Medellínkartellen ville ha bort Lehder för hans rigorösa militäriska ledarstil, som de ansåg kunde vara skadlig för kartellen och potentiellt få kartellen på fall. Velásquez menade att det var Escobar som tipsade om var Lehder befann sig. 1987 blev han utlämnad till USA och dömdes till livstids fängelse och ytterligare 135 år. 1992 reducerades hans fängelsestraff till 55 år efter att han vittnade mot den panamanska generalen Manuel Noriega rörande penningtvätt och politisk beskydd för Medellínkartellen.
I juni 2020 blev Lehder släppt från amerikanskt federalt fängelse och deporterades omgående till Tyskland.